# Изложба „Нови чланови” (1964)
Изложба „Нови чланови” се одржала у периоду од 21. до 31. марта 1964. године у Уметничком павиљону „Цвијета Зузорић”.

## Излагачи
1. Момчило Антоновић
2. Здравко Вајагић
3. Радоман Гашић
4. Емир Драгуљ
5. Душица Ђорђевић
6. Јован Ервачиновић
7. Бошко Илачевић
8. Драгомир Јашовић
9. Томислав Каузларић
10. Даница Кокановић
11. Љубомир Кокотовић
12. Здравко Мандић
13. Југослав Радојичић
14. Габор Силађи
15. Вељко Синко
16. Димитрије Сретеновић
17. Глигор Чемерски